# 時岡収次
時岡 収次（ときおか しゅうじ、1903年12月10日 - 1987年10月18日）は、日本の実業家、スポーツ指導者。
熊谷組創設者の一人で、代表取締役を務めた。また、スポーツでは熊谷組野球部の部長や監督も務めていた。

## 来歴
福井県大飯郡本郷村（現・おおい町）で生まれる。船員を志して福井県立小浜水産学校に進学し、1921年3月に卒業後は早稲田大学に進む。大学時代は相撲部に所属した。
1928年3月に早稲田大学専門部政治経済学科を卒業して、飛鳥組（現・飛島建設）に入社した。この就職は、早稲田大学進学前に、建設中だった小浜線の工事のために飛島組の関係者が自宅を宿舎としており、その影響を受けたとされる。
大同電力寝覚発電所建設工事の時は現地に常駐した。
1938年1月、熊谷組創設に参加する。1943年には監査役に就任した。1949年に東京支店長となる。
一方、社内のスポーツ活動では、1948年に「若者に夢を持たせたい」と熊谷組野球部を創設して部長に就任した（1952年1月より監督も兼務）。さらに1952年4月からはバスケットボール部長兼監督も兼ねる。1957年には第3回世界ノンプロ野球大会の全日本代表監督も務め、優勝を達成した。
1964年11月に副社長に就任する。営業本部長（1969年）を経て、1971年に代表取締役に就任した。
社外では土木工業協会、電力建設業会副会長（1973年）、日本海洋開発建設協会長、日本建設団体連合会副会長（1975年）といった役職を歴任した。スポーツ関連でも1982年に日本野球連盟顧問と関東地区連盟会長に就任している。
1987年10月18日に死去。死後、従四位、勲二等瑞宝章が追贈された。

## 顕彰（生前）
- 勲三等瑞宝章 - 1974年